# Брайтінген
Брайтінген (нім. Breitingen) — громада в Німеччині, знаходиться в землі Баден-Вюртемберг. Підпорядковується адміністративному округу Тюбінген. Входить до складу району Альб-Дунай.
Площа — 2,89 км2. Населення становить 352 ос. (станом на 31 грудня 2020).